# Neocoelidiana capitata
Neocoelidiana capitata är en insektsart som beskrevs av Delong 1953. Neocoelidiana capitata ingår i släktet Neocoelidiana och familjen dvärgstritar. Inga underarter finns listade i Catalogue of Life.